# De Kringen
De Kringen (niederländisch für Die Kreise, im Sinne von Zirkel) ist eine niederländische LGBTQ-Organisation. Sie besteht aus Gesprächskreisen für Menschen jeden Lebensalters, die sich zum gleichen Geschlecht hingezogen fühlen und darüber sprechen möchten, bzw. eine gemeinschaftliche Anlaufstelle suchen. Die Organisation bietet monatliche Gesprächsgruppen für Männer, Frauen oder Jugendliche an. Diese Zirkel finden sich in den meisten Regionen der Niederlande.

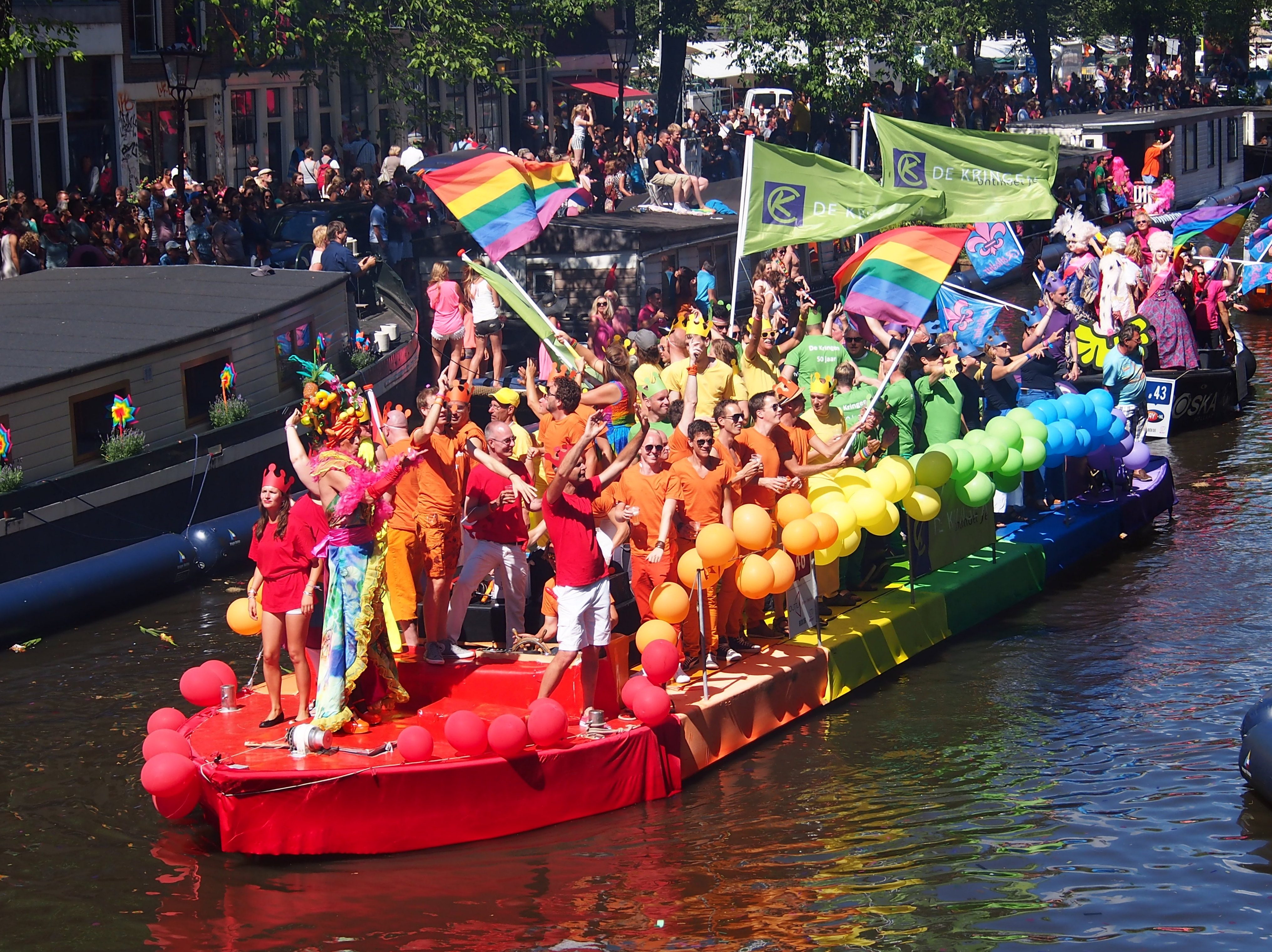
Das Boot De Kringen bei der Amsterdam Gay Pride 2013

## Geschichte
Die Organisation besteht seit 1963 und wurde durch verschiedene Sendungen der kirchlichen Rundfunkgesellschaft Ikon mit dem Namen Radiopastoraat initiiert. In den ersten Jahren ihres Bestehens richteten sich diese Kreise, zu dieser Zeit noch etwa zehn an der Zahl, daher hauptsächlich an Schwule und Bisexuelle, die mit ihrer Orientierung in Verbindung mit ihrem christlichen Glauben in Konflikt standen.
De Kringen wuchs seitdem ständig und hatte bereits in den 1990er Jahren über 250 Kreise für Menschen jeder Ausrichtung. Diese Zahl nimmt jedoch seitdem beständig ab, wie  auch die zahlenden Mitglieder (kleiner zweistelliger Jahresbetrag). Zu Ende des Jahres 2020 gab es noch 87 Zirkel im Land. Die Anzahl zahlender Mitglieder sank von über 1400 Mitgliedern 2005 auf 423 im Jahr 2020.

## Arbeit
Jeder Kreis, mit 7 bis 14 Teilnehmern, organisiert seinen monatlichen Zirkelabend, bei dem Ideen zu einem schwul-lesbischen Thema ausgetauscht und Erfahrungen weitergegeben werden, aber auch der Spaß und das Knüpfen von Bekanntschaften/Freunden stehen im Vordergrund. Zusätzlich zu den Abenden werden je nach den Bedürfnissen der Teilnehmer bisweilen weitere Aktivitäten organisiert. Die Leitung und Verantwortung für den Kreis liegt bei einem oder zwei Leitern. Nichtmitglieder haben zumeist freien Zutritt. Es gibt allerdings Zirkel, die nur die Belange einer sexuellen Ausrichtung, also entweder schwul oder lesbisch, oder auch nur für junge Leute zugänglich sind. Reine Zirkel für Transgender bestehen zurzeit (Stand 2022) nicht, sind aber bei Bedarf möglich.
Auf nationaler Ebene kümmert sich De Kringen vor allem um die Pflege von Kontakten und die Zusammenarbeit mit anderen LGBTQ-Organisationen sowie um die nationale Öffentlichkeitsarbeit, die Organisation von Schulungen für Zirkelleiter und die Organisation von Begegnungswochenenden und Jahrestagen für Zirkelteilnehmer. Früher wurde  auch eine vierteljährlich erscheinende Publikation namens Keerkring (Wendekreis) herausgegeben.